# Camp Island
Camp Island är en ö i Australien. Den ligger i delstaten Western Australia, omkring 810 kilometer norr om delstatshuvudstaden Perth.
Omgivningarna runt Camp Island är i huvudsak ett öppet busklandskap. Trakten runt Camp Island är nära nog obefolkad, med mindre än två invånare per kvadratkilometer. Genomsnittlig årsnederbörd är 247 millimeter. Den regnigaste månaden är januari, med i genomsnitt 87 mm nederbörd, och den torraste är augusti, med 1 mm nederbörd.